# Zerouala
Zerouala (în arabă زروالة) este o comună din provincia Sidi Bel Abbès, Algeria.
Populația comunei este de 4.790 de locuitori (2008).